# Holotrichia kaszabi
Holotrichia kaszabi är en skalbaggsart som beskrevs av Frey 1972. Holotrichia kaszabi ingår i släktet Holotrichia och familjen Melolonthidae. Inga underarter finns listade i Catalogue of Life.